# Shalom ben Amram
Shalom ben Amram (Hebreeuws: שלום בן עמרם, ook wel Saloum Cohen genoemd, Arabisch: Saum Is'haq al-Samiri) (Nablus, 13 januari 1922 - Tel Hashomer, 9 februari 2004) was van 23 mei 2001 tot aan zijn dood hogepriester van de Samaritanen. Volgens de Samaritaanse overlevering is hij de 129e hogepriester na Aäron. Als hogepriester staat hij bekend onder zijn Hebreeuwse naam. Hij was de opvolger van Levi ben Abisha.
In 1996 werd Shalom ben Amram uit drie Samaritaanse kandidaten gekozen om namens de Samaritaanse gemeenschap zitting te nemen in de Palestijnse Wetgevende Raad van de Palestijnse Autoriteit, mede dankzij Palestijnse stemmen.
Tijdens zijn hogepriesterschap besteedde hij veel aandacht aan het onderwijzen van de jongere generatie op het gebied van Samaritaanse rituelen en gebruiken. Verder stond hij bekend om zijn inspanningen voor vrede. Zowel met Yasser Arafat als met Moshe Katsav onderhield hij goede contacten. In het voorjaar van 2002 gaf hij leiding aan een delegatie van Samaritanen in een ontmoeting met leiders van de Europese Unie, waarin de berg Gerizim werd gepresenteerd als "eiland van vrede" in een betwist gebied.
Begin 2004 overleed Shalom ben Amram op 82-jarige leeftijd, nadat een jaar eerder kanker bij hem was geconstateerd. Hij is begraven op de begraafplaats van Kiryat Luza op de berg Gerizim. Hij werd opgevolgd door Elazar ben Tsedaka.